# Mazan-l’Abbaye
Mazan-l’Abbaye település Franciaországban, Ardèche megyében. Lakosainak száma 124 fő (2022. január 1.). Mazan-l’Abbaye Astet, Barnas, Issanlas, Lanarce, Mayres, Le Roux és Saint-Cirgues-en-Montagne községekkel határos.

## Népesség
A település népességének változása:
| Lakosok száma | 356  | 229  | 210  | 139  | 138  | 127  | 122  | 121  | 122  | 124  |
|               | 1968 | 1982 | 1990 | 2006 | 2013 | 2015 | 2017 | 2019 | 2020 | 2022 |